# Paratheta calyptra
Paratheta calyptra är en fjärilsart som beskrevs av Oswald Beltram Lower 1899. Paratheta calyptra ingår i släktet Paratheta och familjen plattmalar. Inga underarter finns listade i Catalogue of Life.